# La Puce à l'oreille (film, 1947)
Pour plus de détails, voir Fiche technique et Distribution.
La Puce à l'oreille (A Horse Fly Fleas) est un court métrage d'animation américain de la série Looney Tunes, réalisé par Robert McKimson et produit par la Warner Bros. Cartoons, sorti en 1947.